# Volcán Azul
Volcán Azul är en sedan länge utslocknad vulkan i östra Nicaragua, i Región Autónoma de la Costa Caribe Sur. Toppen på vulkanen ligger 203 meter över havet. Vulkanen upptäcktes från luften på 1960-talet.